# Ассмус, Бернхардт

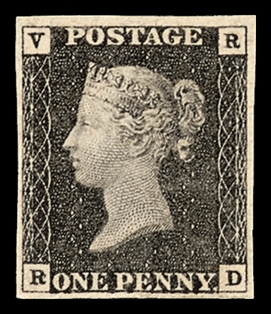
Подлинная служебная марка VR

Бернхардт Бургхардт Ассмус (нем. Bernhardt Burghardt Assmus; ок. 1855, Гамбург — неизвестно) — немецкий фальсификатор почтовых марок. Подделывал почтовые марки в Великобритании под псевдонимом англ. «A. Bernard».

## Биография
Ассмус был родом из Гамбурга и работал в Лондоне. Он был разоблачён после того, как Моррис Гивелб приобрёл у него поддельные служебные марки VR в августе 1890 года. Гивелб сопровождал полицию во время посещения помещений Ассмуса на Черч-стрит, 12 в Ислингтоне и помогал полиции в полицейском участке на Винной улице сортировать изъятые во время обыска материалы.
В 1892 году Ассмус был признан виновным в мошенничестве и приговорён к лишению свободы. Он был освобождён досрочно по состоянию здоровья.